# بيومونت (كاليفورنيا)
بيومونت (بالإنجليزية: Beaumont)‏ هي إحدى مدن مقاطعة ريفيرسيدي، كاليفورنيا. تم إعطاءها لقب مدينة في 18 نوفمبر، 1912.

## التركيبة السكانية
حدّد مكتب تعداد الولايات المتحدة بيانات التركيبة السكانية لبيومونت في تعداد الولايات المتحدة. في ما يلي، التركيبة السكانية حسب تعدادي 2000 و2010.

### تعداد عام 2000
بلغ عدد سكان بيومونت 11,384 نسمة بحسب تعداد عام 2000، وبلغ عدد الأسر 3,881 أسرة وعدد العائلات 2,784 عائلة مقيمة في المدينة. في حين سجلت الكثافة السكانية 144.9 نسمة لكل كيلومتر مربع (375.3/ميل2). وبلغ عدد الوحدات السكنية 4,258 وحدة بمتوسط كثافة قدره 54.2 لكل كيلومتر مربع (140.4/ميل2).
وتوزع التركيب العرقي للمدينة بنسبة 68.09% من البيض و2.91% من الأمريكيين الأفارقة و2.33% من الأمريكيين الأصليين و1.66% من الأمريكيين ذوي الأصول الآسيوية و0.07% من سكان جزر المحيط الهادئ و20.33% من الأعراق الأخرى و4.62% من عرقين مختلطين أو أكثر و36.21% من الهسبانيون أو اللاتينيون من أي عرق.
بلغ عدد الأسر 3,881 أسرة كانت نسبة 47.2% منها لديها أطفال تحت سن الثامنة عشر تعيش معهم، وبلغت نسبة الأزواج القاطنين مع بعضهم البعض 47.3% من أصل المجموع الكلي للأسر، ونسبة 17.8% من الأسر كان لديها معيلات من الإناث دون وجود شريك، بينما كانت نسبة 6.6% من الأسر لديها معيلون من الذكور دون وجود شريكة وكانت نسبة 28.3% من غير العائلات. تألفت نسبة 22.3% من أصل جميع الأسر من عدة أفراد يعيشون في نفس المنزل ونسبة 9.2% كانت تتألف من شخص يعيش بمفرده يبلغ من العمر 65 عاماً أو أكثر. وبلغ متوسط حجم الأسرة المعيشية 2.89، أما متوسط حجم العائلات فبلغ 3.39.
بلغ العمر الوسطي للسكان 30.3 عاماً. وكانت نسبة 32.8% من القاطنين تحت سن الثامنة عشر، وكانت نسبة 9.9% بين الثامنة عشر والرابعة والعشرين عاماً، ونسبة 29% كانت واقعةً في الفئة العمرية ما بين الخامسة والعشرين والرابعة والأربعين عاماً، ونسبة 17.2% كانت ما بين الخامسة والأربعين والرابعة والستين، ونسبة 9.7% كانت ضمن فئة الخامسة والستين عاماً فما فوق. يوجد لكل 100 أنثى 92.1 ذكر، ويوجد لكل 100 أنثى في الثامنة عشر من عمرها فما فوق 88.7 ذكر.
بلغ متوسط دخل الأسرة في المدينة 29,721 دولارًا، أما متوسط دخل العائلة فبلغ 37,403 دولارًا. وكان متوسط دخل الذكور 30,829 دولارًا مقابل 20,613 دولارًا للإناث. وسجل دخل الفرد الخاص بالمدينة 14,141 دولارًا. وكانت نسبة 17.8% من العائلات ونسبة 20.2% من السكان تحت خط الفقر، وكان من هؤلاء نسبة 29.4% تحت سن الثامنة عشر ونسبة 10.3% في الخامسة والستين من العمر وما فوق.

### تعداد عام 2010
بلغ عدد سكان بيومونت 36,877 نسمة بحسب تعداد عام 2010، وبلغ عدد الأسر 11,801 أسرة وعدد العائلات 9,312 عائلة مقيمة في المدينة. في حين سجلت الكثافة السكانية 469.4 نسمة لكل كيلومتر مربع (1,215.7/ميل2). وبلغ عدد الوحدات السكنية 12,908 وحدة بمتوسط كثافة قدره 164.3 لكل كيلومتر مربع (425.5/ميل2).
وتوزع التركيب العرقي للمدينة بنسبة 62.81% من البيض و6.17% من الأمريكيين الأفارقة و1.48% من الأمريكيين الأصليين و7.71% من الأمريكيين ذوي الأصول الآسيوية و0.23% من سكان جزر المحيط الهادئ و16.43% من الأعراق الأخرى و5.17% من عرقين مختلطين أو أكثر و40.31% من الهسبانيون أو اللاتينيون من أي عرق.
بلغ عدد الأسر 11,801 أسرة كانت نسبة 45.3% منها لديها أطفال تحت سن الثامنة عشر تعيش معهم، وبلغت نسبة الأزواج القاطنين مع بعضهم البعض 60.6% من أصل المجموع الكلي للأسر، ونسبة 12.3% من الأسر كان لديها معيلات من الإناث دون وجود شريك، بينما كانت نسبة 6% من الأسر لديها معيلون من الذكور دون وجود شريكة وكانت نسبة 21.1% من غير العائلات. تألفت نسبة 16.2% من أصل جميع الأسر من عدة أفراد يعيشون في نفس المنزل ونسبة 5.9% كانت تتألف من شخص يعيش بمفرده يبلغ من العمر 65 عاماً أو أكثر. وبلغ متوسط حجم الأسرة المعيشية 3.08، أما متوسط حجم العائلات فبلغ 3.44.
بلغ العمر الوسطي للسكان 32.5 عاماً. وكانت نسبة 30.2% من القاطنين تحت سن الثامنة عشر، وكانت نسبة 7.9% بين الثامنة عشر والرابعة والعشرين عاماً، ونسبة 30% كانت واقعةً في الفئة العمرية ما بين الخامسة والعشرين والرابعة والأربعين عاماً، ونسبة 21.4% كانت ما بين الخامسة والأربعين والرابعة والستين، ونسبة 10.5% كانت ضمن فئة الخامسة والستين عاماً فما فوق. وتوزع التركيب الجنسي للسكان بنسبة 48.8% ذكور و51.2% إناث.

## المناخ
يظهر الجدول التالي التغييرات المناخية على مدار السنة لبيومونت:
| البيانات المناخية لـبيومونت                 | البيانات المناخية لـبيومونت | البيانات المناخية لـبيومونت | البيانات المناخية لـبيومونت | البيانات المناخية لـبيومونت | البيانات المناخية لـبيومونت | البيانات المناخية لـبيومونت | البيانات المناخية لـبيومونت | البيانات المناخية لـبيومونت | البيانات المناخية لـبيومونت | البيانات المناخية لـبيومونت | البيانات المناخية لـبيومونت | البيانات المناخية لـبيومونت | البيانات المناخية لـبيومونت |
| الشهر                                       | يناير                       | فبراير                      | مارس                        | أبريل                       | مايو                        | يونيو                       | يوليو                       | أغسطس                       | سبتمبر                      | أكتوبر                      | نوفمبر                      | ديسمبر                      | المعدل السنوي               |
| ------------------------------------------- | --------------------------- | --------------------------- | --------------------------- | --------------------------- | --------------------------- | --------------------------- | --------------------------- | --------------------------- | --------------------------- | --------------------------- | --------------------------- | --------------------------- | --------------------------- |
| الدرجة القصوى °ف (°م)                       | 83 (28)                     | 88 (31)                     | 95 (35)                     | 100 (38)                    | 111 (44)                    | 109 (43)                    | 114 (46)                    | 113 (45)                    | 112 (44)                    | 106 (41)                    | 92 (33)                     | 86 (30)                     | 114 (46)                    |
| متوسط درجة الحرارة الكبرى °ف (°م)           | 60.3 (15.7)                 | 63.1 (17.3)                 | 65.8 (18.8)                 | 71.9 (22.2)                 | 78.6 (25.9)                 | 87.5 (30.8)                 | 95.5 (35.3)                 | 95.0 (35.0)                 | 90.1 (32.3)                 | 80.1 (26.7)                 | 69.0 (20.6)                 | 61.7 (16.5)                 | 76.6 (24.8)                 |
| متوسط درجة الحرارة الصغرى °ف (°م)           | 38.4 (3.6)                  | 38.8 (3.8)                  | 39.9 (4.4)                  | 42.7 (5.9)                  | 47.5 (8.6)                  | 52.2 (11.2)                 | 58.2 (14.6)                 | 58.8 (14.9)                 | 55.5 (13.1)                 | 49.1 (9.5)                  | 42.9 (6.1)                  | 39.2 (4.0)                  | 46.9 (8.3)                  |
| أدنى درجة حرارة °ف (°م)                     | 11 (−12)                    | 19 (−7)                     | 21 (−6)                     | 25 (−4)                     | 31 (−1)                     | 35 (2)                      | 42 (6)                      | 38 (3)                      | 24 (−4)                     | 29 (−2)                     | 20 (−7)                     | 20 (−7)                     | 11 (−12)                    |
| الهطول إنش (مم)                             | 3.52 (89)                   | 3.40 (86)                   | 3.12 (79)                   | 1.44 (37)                   | 0.55 (14)                   | 0.14 (3.6)                  | 0.23 (5.8)                  | 0.27 (6.9)                  | 0.51 (13)                   | 0.65 (17)                   | 1.72 (44)                   | 2.26 (57)                   | 17.81 (452)                 |
| متوسط تساقط الثلوج إنش (سم)                 | 1.0 (2.5)                   | 0.4 (1.0)                   | 0.2 (0.51)                  | 0.0 (0.0)                   | 0.0 (0.0)                   | 0.0 (0.0)                   | 0.0 (0.0)                   | 0.0 (0.0)                   | 0.0 (0.0)                   | 0.0 (0.0)                   | 0.1 (0.25)                  | 0.2 (0.51)                  | 1.8 (4.6)                   |
| المصدر: The Western Regional Climate Center |                             |                             |                             |                             |                             |                             |                             |                             |                             |                             |                             |                             |                             |

## أعلام
- بيلي لي
- أمير زكي
- سكوت هاسكين